# Baleia-bicuda-maori
A baleia-bicuda-maori (Mesoplodon eueu), também conhecida como baleia-bicuda-de-ramari, é um cetáceo da família Ziphiidae, nativa das águas do hemisfério sul, com ocorrência nas águas próximas da África do Sul e Nova Zelândia. O nome comum vêm de uma homenagem á uma especialista de baleias da etnia maori, Ramari Stewart.